# Anacroneuria paulina
Anacroneuria paulina är en bäcksländeart som först beskrevs av Navás 1936.  Anacroneuria paulina ingår i släktet Anacroneuria och familjen jättebäcksländor. Inga underarter finns listade i Catalogue of Life.